# Kompendium (Kamera)
Ein Kompendium (englisch auch: matte box) bezeichnet eine anspruchsvolle Streulichtblende, die vor allem bei Filmkameras, digitalen Kinokameras und in der professionellen Fotografie eingesetzt wird.

## Funktion

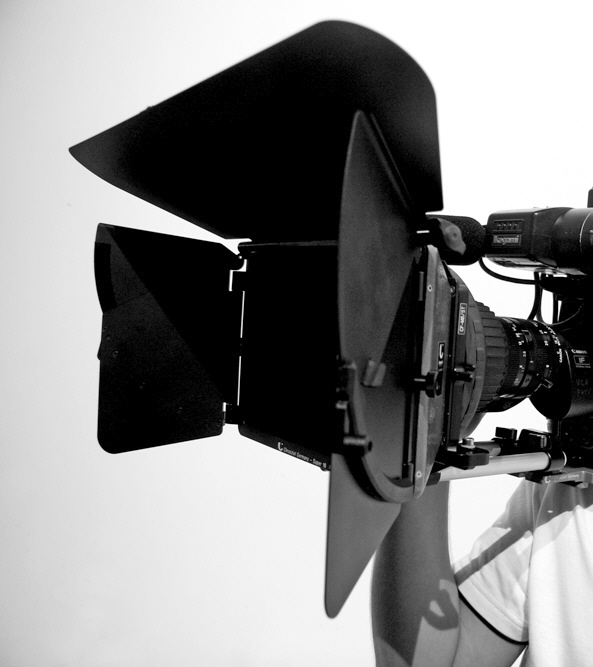
Kompendium mit French Flags an einer Kamera

Der Vorteil gegenüber der klassischen Sonnenblende ist die stufenlose Einstellmöglichkeit und damit die universelle Verwendung für Objektive verschiedener Brennweiten. Viele Kompendien haben entweder direkt vor dem Objektivanschluss eine Filterschublade und/oder an der Frontseite eine Vorrichtung, um Filter oder Filterfolien, Masken oder Kulissen einsetzen zu können, die Doppelbelichtungen ermöglichen oder als Rahmen den suggestiven Eindruck einer Aufnahme durch ein Schlüsselloch oder Fernglas erwecken.

### Kinematografie
Mittels beweglicher Klappen, den French Flags (zumeist drei Flügel, einer oben, einer an jeder Seite) wird bei der Kinematografie das Objektiv vor Sonneneinstrahlung oder anderen intensiven Lichtquellen abgeschirmt, die zu Bildfehlern wie beispielsweise Reflexen oder Kontrastminderung führen würden. Die Klappen werden oft auch mit einem verstellbaren, konischen Balgen kombiniert.
Bei Aufnahmen im Studio wird am Kompendium u. U. ein Teleprompter befestigt, über den ein Sprecher direkt in die Kamera blicken und gleichzeitig einen eingespiegelten Text vorlesen kann.

### Fotografie
In der Amateurfotografie und bei kleineren Aufnahmeformaten kommen meist klassische Sonnenblenden zum Einsatz. Kompendien spielen in der Fotografie meist erst ab dem Mittelformat eine Rolle. Der in der Längsachse (manchmal auch in der Querachse) verstellbare Balgen ermöglicht die wirkungsvolle Abschirmung von Streulicht und Reflexionen an der Frontlinse des Aufnahmeobjektivs.
Das Kompendium wird nicht nur bei direkter Sonneneinwirkung, sondern häufig auch bei mehreren eingesetzten Lichtquellen im Fotostudio eingesetzt.
Bei Fachkameras mit verstellbarer Objektivstandarte kann der Abschirmbereich an die verstellte Bildgeometrie angepasst werden.

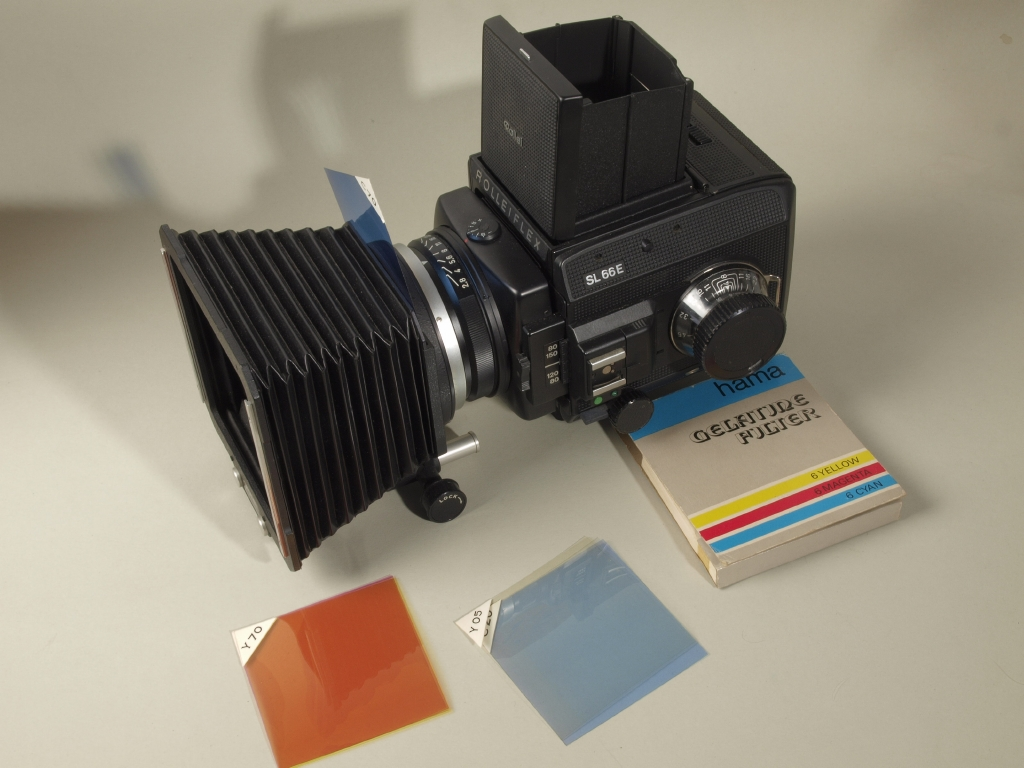
Kompendium für Mittelformatkameras mit Rollei Filterbajonett Gr. VI